# Etheostoma blennioides
Etheostoma blennioides es una especie de peces de la familia Percidae en el orden de los Perciformes.

## Morfología
Los machos pueden llegar alcanzar los 17 cm de longitud total.

## Distribución geográfica
Se encuentra en los Grandes Lagos de América del Norte y en la cuenca del río Misisipi desde  Nueva York y Maryland hasta el este de Kansas y Oklahoma los Estados Unidos, y desde Ontario (Canadá) hasta  Georgia,  Alabama y Arkansas.